# Solana, Filippinerna
Solana (Bayan ng Solana) är en kommun i Filippinerna. Kommunen ligger på ön Luzon, och tillhör provinsen Cagayan. Folkmängden uppgår till 67 512 invånare.

## Barangayer
Solana är indelat i 38 barangayer.
| - Andarayan North - Lannig - Bangag - Bantay - Basi East - Bauan East - Cadaanan - Calamagui - Carilucud - Cattaran - Centro Northeast (Pob.) - Centro Northwest (Pob.) - Centro Southeast (Pob.) | - Centro Southwest (Pob.) - Lanna - Lingu - Maguirig - Nabbotuan - Nangalisan - Natappian East - Padul - Palao - Parug-parug - Pataya - Sampaguita - Maddarulug (Santo Domingo) | - Ubong - Dassun - Furagui - Gadu - Iraga - Andarayan South - Basi West - Bauan West - Calillauan - Gen. Eulogio Balao - Natappian West - Malalam-Malacabibi |